# Pamba
Pamba (23. st. pr. Kr.?) je navodno bio kralj Hatija.
Prema jednoj legendi, Naram-Sin, kralj Akada, borio se sa 17 kraljeva, uključujući Pambu. Ne zna se ima li u tome povijesne istine.
Na jednoj je steli Naram-Sin prikazan kako pobjeđuje druge vladare.